# Vahagnadzor
Vahagnadzor là một đô thị thuộc tỉnh Lori, Armenia. Dân số ước tính năm 2011 là 297 người.